# Henry Bertrand
Pour les articles homonymes, voir Bertrand et Henri Bertrand.
Henry Bertrand, né Alexandre Charles Henry Bertrand le 23 août 1863, mort en mai 1940, est un administrateur et homme politique français, surtout connu comme maire de Saint-Germain-en-Laye et président du conseil général de Seine-et-Oise.

## Biographie
Né en 1863 à Meudon-la-Forêt, Henry Bertrand est le fils de l'archéologue Alexandre Bertrand (1820-1902), qui a fondé à Saint-Germain-en-Laye le Musée des Antiquités nationales.
Il devient administrateur de sociétés, notamment de deux compagnies d'assurance.
Henry Bertrand est élu maire de Saint-Germain-en-Laye à 46 ans en 1919, puis constamment réélu jusqu'en 1929. Il est de tendance radicale. Il est considéré comme « l'un des plus illustres maires de Saint-Germain-en-Laye ». C'est lui qui inaugure le 24 mars 1927 l'électrification de la ligne de chemin de fer de Paris à Saint-Germain-en-Laye.
Il est aussi conseiller général de Seine-et-Oise à partir de 1919, réélu en 1922. De 1935 à sa mort en 1940, il est le président du Conseil général de Seine-et-Oise, ; il y est aussi président de la commission des finances et rapporteur du budget. 
Henry Bertrand est une « haute autorité morale » et joue le « rôle indiscuté d'arbitre dans le département ». Il est de plus membre du conseil supérieur de l'Assistance publique et vice-président du comité supérieur d'aménagement de la région parisienne. Il est commandeur de la Légion d'honneur.
Il meurt à Saint-Germain-en-Laye en mai 1940. Ses obsèques le 8 mai sont l'occasion de « discours unanimes et émouvants ».

## Hommages et distinctions
- Commandeur de la Légion d'honneur[2].
- La rue Henry-Bertrand, à Saint-Germain-en-Laye, porte son nom[5].